# هیسپار موزتاغ

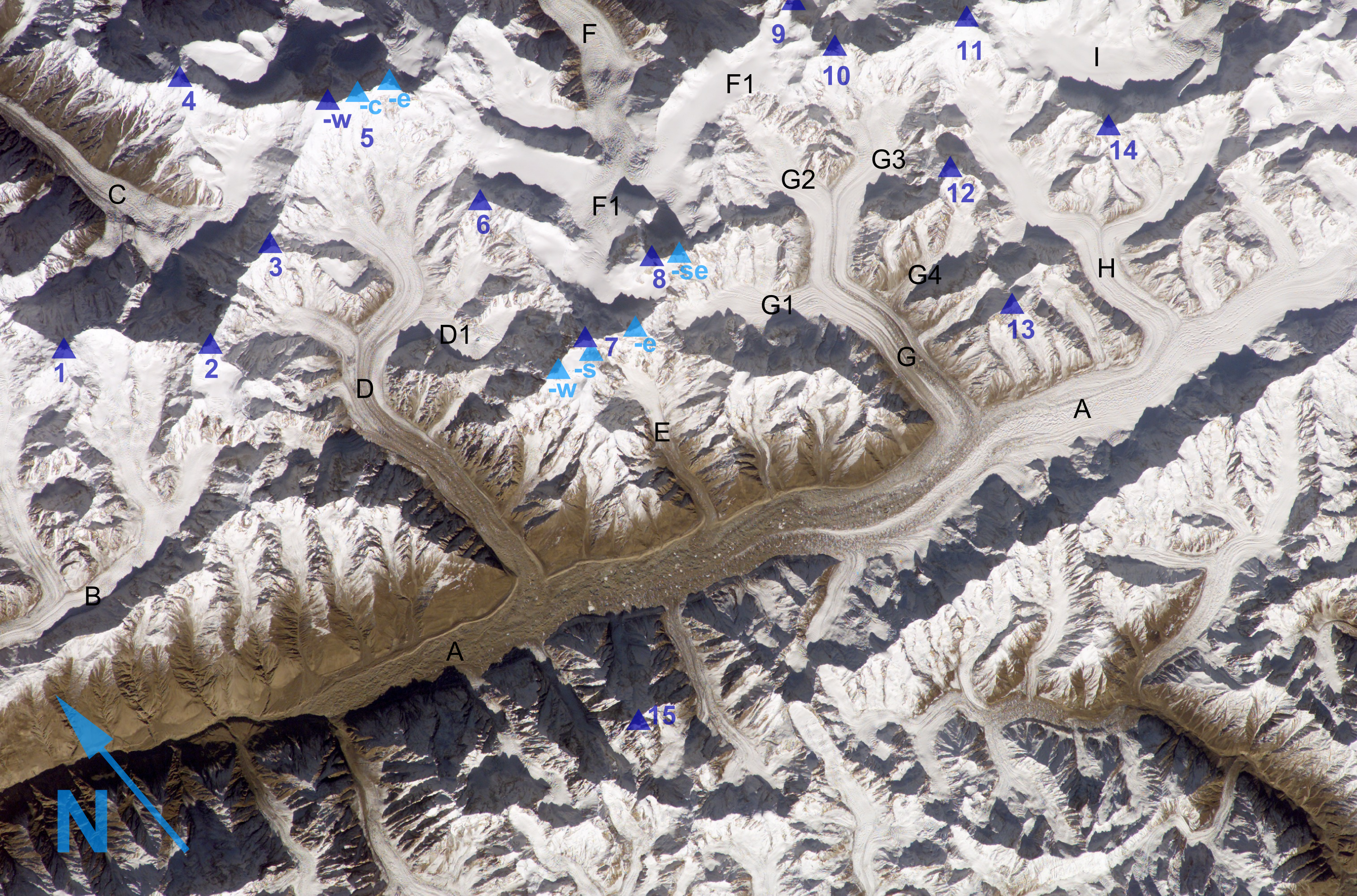
نمای هیسپار موزتاغ از ایستگاه فضایی بین‌المللی

هیسپار موزتاغ (موزتاغ به معنی کوه یخی) (انگلیسی: Hispar Muztagh) زیررشته‌ای از رشته‌کوه‌های قره‌قروم است که منطقه گوجال در گلگت-بلتستان پاکستان، شمال یخچال هیسپار، جنوب دره شمشال، و شرق دره هونزا واقع شده‌است. 
هیسپار موزتاغ پس از بالتورو موزتاغ دومین زیررشته بلند از رشته‌کوه قره‌قروم است. بلندترین قله این کوه‌ها دستاغل سر است که ۷٬۸۸۵ متر ارتفاع دارد.

## قله‌های مهم در هیسپار موزتاغ
| کوه                | ارتفاع (متر) | ارتفاع (پا) | مختصات جغرافیایی                                              | ارتفاع نسبی (متر) | کوه اصلی           | نخستین صعود | صعودها (تلاش‌ها) |
| ------------------ | ------------ | ----------- | ------------------------------------------------------------- | ----------------- | ------------------ | ----------- | --------------- |
| Distaghil Sar      | ۷٬۸۸۵        | ۲۵٬۸۶۹      | ۳۶°۱۹′۳۳″ شمالی ۷۵°۱۱′۱۸″ شرقی / ۳۶٫۳۲۵۸۳°شمالی ۷۵٫۱۸۸۳۳°شرقی | ۲٬۵۲۵             | کی۲                | ۱۹۶۰        | ۳ (۵)           |
| Khunyang Chhish    | ۷٬۸۲۳        | ۲۵٬۶۶۶      | ۳۶°۱۲′۱۹″ شمالی ۷۵°۱۲′۲۸″ شرقی / ۳۶٫۲۰۵۲۸°شمالی ۷۵٫۲۰۷۷۸°شرقی | ۱٬۷۶۵             | Distaghil Sar      | ۱۹۷۱        | ۲ (۶)           |
| Kanjut Sar         | ۷٬۷۶۰        | ۲۵٬۵۵۸      | ۳۶°۱۲′۱۸″ شمالی ۷۵°۲۵′۰۴″ شرقی / ۳۶٫۲۰۵۰۰°شمالی ۷۵٫۴۱۷۷۸°شرقی | ۱٬۶۹۰             | Khunyang Chhish    | ۱۹۵۹        | ۲ (۱)           |
| Trivor             | ۷٬۵۷۷        | ۲۴٬۸۵۹      | ۳۶°۱۷′۱۵″ شمالی ۷۵°۰۵′۱۰″ شرقی / ۳۶٫۲۸۷۵۰°شمالی ۷۵٫۰۸۶۱۱°شرقی | ۱٬۰۰۰             | Distaghil Sar      | ۱۹۶۰        | ۲ (۵)           |
| Pumari Chhish      | ۷٬۴۹۲        | ۲۴٬۵۸۰      | ۳۶°۱۲′۴۰″ شمالی ۷۵°۱۵′۱۰″ شرقی / ۳۶٫۲۱۱۱۱°شمالی ۷۵٫۲۵۲۷۸°شرقی | ۸۸۴               | Khunyang Chhish    | ۱۹۷۹        | ۱ (۲)           |
| Yukshin Gardan Sar | ۷٬۴۶۹        | ۲۴٬۵۰۵      | ۳۶°۱۵′۰۰″ شمالی ۷۵°۲۲′۳۰″ شرقی / ۳۶٫۲۵۰۰۰°شمالی ۷۵٫۳۷۵۰۰°شرقی | ۱٬۳۱۳             | Pumari Chhish      | ۱۹۸۴        | ۴ (۱)           |
| Momhil Sar         | ۷٬۴۱۴        | ۲۴٬۳۲۴      | ۳۶°۱۹′۰۴″ شمالی ۷۵°۰۲′۱۱″ شرقی / ۳۶٫۳۱۷۷۸°شمالی ۷۵٫۰۳۶۳۹°شرقی | ۹۹۰               | Trivor             | ۱۹۶۴        | ۲ (۶)           |
| Yazghil Dome South | ۷٬۳۲۴        | ۲۴٬۰۲۹      | ۳۶°۱۹′ شمالی ۷۵°۱۳′ شرقی / ۳۶٫۳۱۷°شمالی ۷۵٫۲۱۷°شرقی           | <۵۰۰              | Distaghil Sar      | ???         | ???             |
| Yutmaru Sar        | ۷٬۲۸۳        | ۲۳٬۸۹۴      | ۳۶°۱۳′۴۰″ شمالی ۷۵°۲۲′۰۵″ شرقی / ۳۶٫۲۲۷۷۸°شمالی ۷۵٫۳۶۸۰۶°شرقی | ۶۲۰               | Yukshin Gardan Sar | ۱۹۸۰        | ۱ (۱)           |
| Lupghar Sar        | ۷٬۲۰۰        | ۲۳٬۶۲۲      | ۳۶°۲۰′۵۲″ شمالی ۷۵°۰۰′۵۷″ شرقی / ۳۶٫۳۴۷۷۸°شمالی ۷۵٫۰۱۵۸۳°شرقی | ۷۳۰               | Momhil Sar         | ۱۹۷۹        | ۱ (۰)           |
| Bularung Sar       | ۷٬۲۰۰        | ۲۳٬۶۲۲      | ۳۶°۱۸′ شمالی ۷۵°۰۸′ شرقی / ۳۶٫۳۰۰°شمالی ۷۵٫۱۳۳°شرقی           | <۵۰۰              | Trivor             | ???         | ???             |